# Boston Pizza
Boston Pizza ist eine kanadische Franchise-Kette, welche in Kanada, den USA und Mexiko Restaurants betreibt. Angeboten werden Pizza, Pasta, Burger und Ribs.
Der griechische Einwanderer Gus Agioritis wählte den Namen bei der Firmengründung 1964, weil er glaubte, dass die Sportteams aus der amerikanischen Stadt Boston sehr beliebt in Kanada seien, sonst hat die Firma mit der Stadt nichts zu tun.

## Einzelnachweise

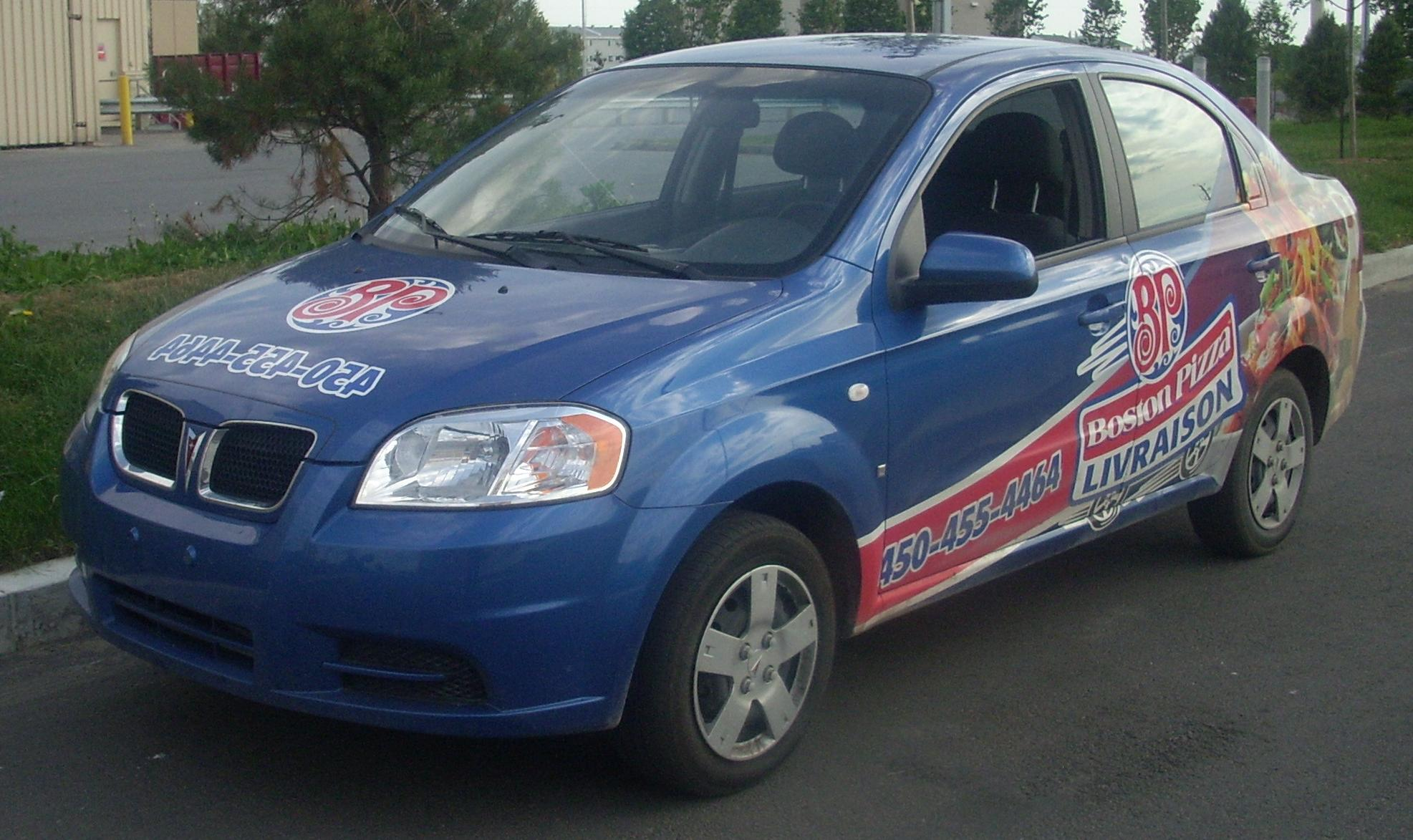
Lieferauto von Boston Pizza